# Gabriel Abad
Gabriel Abad (Ferrol, La Coruña, España) fue un obrero fogonero anarquista, y luego socialista, que realizó actividad política en Argentina.
En 1885 colaboró en el periódico anarquista La Unión Obrera editado en su ciudad natal. En 1888, ya en Buenos Aires, militó en el anarquismo junto a Rafael Roca, el autor en octubre de 1889 del Manifiesto de Barracas. Detenido junto con otros militantes se exilió en Montevideo donde editó junto a Roca el periódico La Voz del Trabajador. 
De vuelta en Buenos Aires se enroló en el socialismo y así hace una disertación en la reunión de constitución de la Sociedad de Obreros Gasistas, Hojalateros y anexos, en el Centro Socialista Obrero el 22 de julio de 1894; también da una conferencia el 11 de noviembre de 1894 en memoria de los “mártires de Chicago” y habla en el acto del 1° de mayo de 1895 en el salón del Club Vorwarts. 
Fue cofundador del Centro Socialista de Barracas en 1895 y candidato a diputado nacional por la Capital Federal en las elecciones del 8 de marzo de 1896, las primeras en que se presenta el Partido Socialista. En el Congreso constituyente del Partido Socialista del 28 y 29 de junio de 1896 fue delegado por la Sociedad de Mecánicos.